# Aphis jani
Aphis jani är en insektsart som beskrevs av Ferrari 1872. Aphis jani ingår i släktet Aphis och familjen långrörsbladlöss. Inga underarter finns listade i Catalogue of Life.